# Valeria Colmán
Valeria Colman Carrizo (nacida el 25 de julio de 1990) es una exfutbolista uruguaya, actual entrenadora, que se desempeñó como defensora en el Club Nacional de Football y la selección nacional femenina de Uruguay.
Fue una de las primeras futbolistas uruguayas en firmar contrato profesional con un club.
En 2021, la Federación Internacional de Historia y Estadística de  Fútbol (IFFHS) la incluyó en el equipo ideal de Sudamérica, siendo la única uruguaya seleccionada, destacándose como lateral izquierda.
Se retiró de la actividad como jugadora en 2023, manteniendo su vínculo con el fútbol desde el rol de entrenadora.
Inició su carrera como entrenadora en 2020 en el fútbol infantil femenino, y posteriormente pasó a dirigir en las categorías formativas del Club Nacional de Football.

## Trayectoria
Debutó en 2008 en Sportivo Artigas de Sauce. Al año siguiente comenzó su carrera en Nacional, con quienes consiguió los campeonatos de 2010, 2011-12,  2020 y 2022.

## Carrera internacional
Colman representó a Uruguay en los campeonatos Sudamericanos sub-20 de 2008 y 2010. 
Con la selección mayor disputó dos ediciones de la Copa América Femenina: 2014 y 2018. 

## Estadísticas

### Campeonato Uruguayo
| Club               | Div.  | Temporada | Liga  | Liga  | Liga      |
| Club               | Div.  | Temporada | Part. | Goles | Resultado |
| ------------------ | ----- | --------- | ----- | ----- | --------- |
| Nacional · Uruguay | 1.ª   | 2009      | 21    |       | 3°        |
| Nacional · Uruguay | 1.ª   | 2010      | 6     |       | 1°        |
| Nacional · Uruguay | 1.ª   | 2011      | 6     |       | 1°        |
| Nacional · Uruguay | 1.ª   | 2012      | 15    |       | 3°        |
| Nacional · Uruguay | 1.ª   | 2013      | 16    |       | 2.º       |
| Nacional · Uruguay | 1.ª   | 2014      | 14    |       | 2.º       |
| Nacional · Uruguay | 1.ª   | 2015      | 15    | 2     | 2.º       |
| Nacional · Uruguay | 1.ª   | 2016      | 16    | 0     | 2.º       |
| Nacional · Uruguay | 1.ª   | 2017      | 22    | 9     |           |
| Nacional · Uruguay | 1.ª   | 2018      | 17    | 3     | 3.º       |
| Nacional · Uruguay | 1.ª   | 2019      | 18    | 0     | 2.º       |
| Nacional · Uruguay | 1.ª   | 2020      | 13    | 0     | 1°        |
| Nacional · Uruguay | 1.ª   | 2021      | 13    | 0     | 2°        |
| Nacional · Uruguay | 1.ª   | 2022      | 6     | 0     | 1°        |
|                    |       | 2023      | 5     | 0     | 2°        |
| Total              | Total | Total     | 203   | 14    |           |

### Copa Libertadores
| Club               | Temporada | Copa Libertadores | Copa Libertadores | Copa Libertadores |
| Club               | Temporada | Part.             | Goles             | Resultado         |
| ------------------ | --------- | ----------------- | ----------------- | ----------------- |
| Nacional · Uruguay |           |                   |                   |                   |
| 2011               | 3         | 0                 | 1R                |                   |
| 2012               | 3         | 0                 | 1R                |                   |
| 2013               | 3         | 0                 | 1R                |                   |
| 2016               | 3         | 0                 | 1R                |                   |
| 2021               | 6         | 0                 | Cuarto puesto     |                   |
| Total              | Total     | 18                | 0                 |                   |

### Selección de Uruguay
| Competencia         | Partidos | Goles | Año  |
| ------------------- | -------- | ----- | ---- |
| Sudamericano Sub-20 | 4        | 0     | 2008 |
| Sudamericano Sub-20 | 4        | 0     | 2010 |
| Copa América        | 2        | 0     | 2014 |
| Copa América        | 2        | 0     | 2018 |
| Total               | 12       | 12    | 12   |

### Títulos obtenidos
| Título                  | Club     | País    | Año       |
| ----------------------- | -------- | ------- | --------- |
| Campeonato Uruguayo     | Nacional | Uruguay | 2010      |
| Campeonato Uruguayo     | Nacional | Uruguay | 2011-2012 |
| Torneo Pre Libertadores | Nacional | Uruguay | 2013      |
| Torneo Apertura         | Nacional | Uruguay | 2011      |
| Torneo Clausura         | Nacional | Uruguay | 2012      |
| Campeonato Uruguayo     | Nacional | Uruguay | 2020      |
| Campeonato Uruguayo     | Nacional | Uruguay | 2022      |
| Campeonato Apertura     | Nacional | Uruguay | 2022      |
| Campeonato Clausura     | Nacional | Uruguay | 2022      |
| Campeonato Apertura     | Nacional | Uruguay | 2023      |
| Torneo Intermedio       | Nacional | Uruguay | 2023      |

## Trayectoria como entrenadora
- 2020 al 2022: inició su carrera haciéndose cargo del plantel femenino sub-12 y sub-13 del fútbol infantil de Nacional. 
- 2022: pasó a las categorías formativas del club siendo la entrenadora principal de la categoría sub-14.  
- 2023 al 2024: Entrenadora principal de la categoría sub-16 femenina. En octubre de 2024 tomo de forma interina a la categoría sub-19 por el periodo de un mes, quedando luego como ayudante hasta terminar la temporada.  
- 2025: Entrenadora del plantel sub-19 y ayudante técnica del primer equipo femenino del club.  

## Estadísticas como entrenadora
| Título                                       | Club     | Categoría | Año  |
| -------------------------------------------- | -------- | --------- | ---- |
| Campeonas Uruguayas AUFI                     | Nacional | Sub-14    | 2020 |
| Subcampeonas Uruguayas AUFI                  | Nacional | Sub-12    | 2020 |
| Campeonas Uruguayas AUFI                     | Nacional | Sub-13    | 2021 |
| Campeonas Uruguayas AUF                      | Nacional | Sub-14    | 2022 |
| Campeonas Liga Desarrollo                    | Nacional | Sub-14    | 2022 |
| Bi Campeonas Uruguayas AUFI                  | Nacional | Sub-13    | 2022 |
| Tricampeonas Uruguayas                       | Nacional | Sub-16    | 2023 |
| Tetra Campeonas Uruguayas                    | Nacional | Sub-16    | 2024 |
| Campeonas de los torneos Apertura y Clausura | Nacional | Sub-16    | 2024 |
| Campenas del torneo Apertura                 | Nacional | Sub-19 *1 | 2024 |
| Campeonas del torneo Clausura                | Nacional | Sub-19 *2 | 2024 |
| Campeonas Uruguayas                          | Nacional | Sub-19 *2 | 2024 |
| Campeonas Torneo Apertura                    | Nacional | Sub-19    | 2025 |

*1 Entrenadora interina 
*2 Ayudante técnica 